# Till
Till (prt: Justiça para Emmett Till; bra: Till - A Busca por Justiça) é um longa metragem de drama biográfico lançado em 2022 dirigido por Chinonye Chukwu e escrito por Michael Reilly, Keith Beauchamp e Chukwu, além de ser produzido por Beauchamp, Reilly e Whoopi Goldberg. É baseado na história real de Mamie Till-Bradley, uma educadora e ativista que buscou justiça após o assassinato de seu filho Emmett, de 14 anos, em 1955. O filme é estrelado por Danielle Deadwyler como Mamie Till-Bradley, com Jalyn Hall, Frankie Faison, Haley Bennett e Goldberg em papéis coadjuvantes.
O filme foi anunciado oficialmente em agosto de 2020, embora um projeto sobre o assassinato de Emmett Till estivesse em andamento vários anos antes. Grande parte do elenco principal se juntou no verão seguinte, e as filmagens aconteceram em Bartow County, Geórgia naquele outono. É o segunda projeto midiático baseado em Mamie Till-Bradley a ser lançada em 2022, após a série de televisão Women of the Movement. O filme é dedicado à memória da vida e do legado de Mamie Till e seu lançamento coincidiu com a inauguração em outubro de 2022 de uma estátua em memória de Emmett Till em Greenwood, Mississippi.
A estreia de Till ocorreu Festival de Cinema de Nova York em 1º de outubro de 2022, foi lançado nos Estados Unidos em 14 de outubro de 2022, pela United Artists Releasing, e foi lançado no Reino Unido em 6 de janeiro de 2023, pela Universal Pictures. No Brasil, a estreia foi estabelecida em 9 de fevereiro de 2023. O filme recebeu críticas positivas, com a atuação de Deadwyler recebendo ampla aclamação, foi eleito um dos melhores filmes de 2022 pela National Board of Review. Além disso, arrecadou US$ 9 milhões contra um orçamento combinado de produção e marketing de US$ 33 milhões.

## Sinopse
Uma mãe que acabara de perder seu filho vítima de discriminação racial proporcionado pelo assédio de uma funcionária branca de uma loja em Mississipi, Estados Unidos, deixa o luto de lado e busca justiça resolvendo mostrar o perigo desta realidade ao mundo.

## Elenco
- Danielle Deadwyler como Mamie Till-Bradley[10]
- Jalyn Hall como Emmett Till.[11]
- Frankie Faison como John Carthan.[12]
- Haley Bennett como Carolyn Bryant,[13]
- Whoopi Goldberg como Alma Carthan.[10]
- Jayme Lawson como Myrlie Evers.[12]
- Tosin Cole como Medgar Evers.[12]
- Kevin Carroll como Rayfield Mooty.[12]
- Sean Patrick Thomas como Gene Mobley.[12]
- John Douglas Thompson como Moses Wright.[12]
- Roger Guenveur Smith como T.R.M. Howard.[12]
- Eric Whitten como J.W. Milam.[12]

## Produção

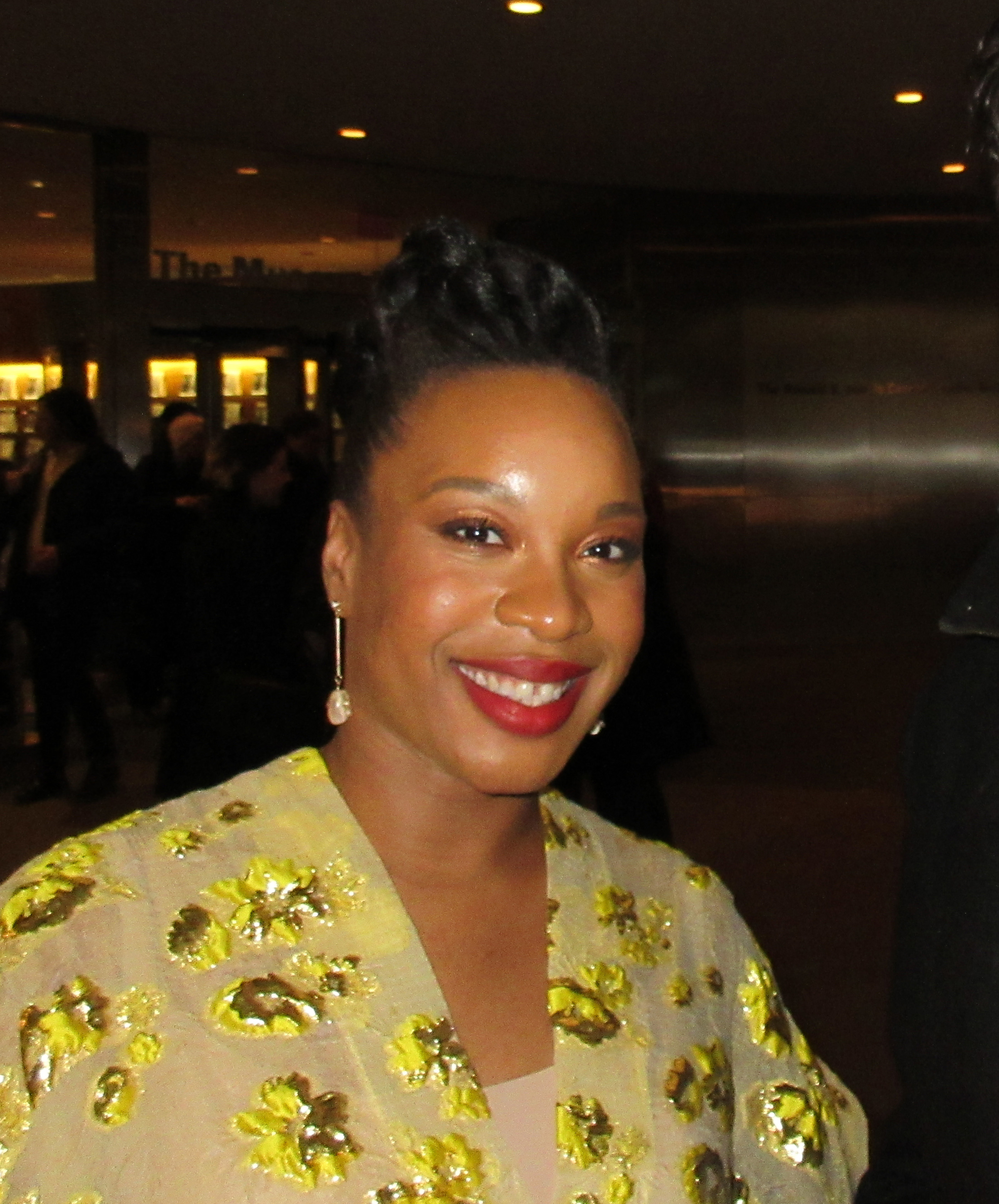
Roteirista e Diretora, Chinonye Chukwu

Em 27 de agosto de 2020, foi anunciado que Chinonye Chukwu escreveria e dirigiria um longa-metragem baseado na vida de Mamie Till-Bradley e sua luta por justiça após o linchamento de seu filho de 14 anos, Emmett Till. Produzido pela Orion Pictures, o filme usa 27 anos de pesquisa de Keith Beauchamp, cujos esforços levaram à reabertura do caso de Till pelo Departamento de Justiça dos Estados Unidos em 2004. Simeon Wright, primo de Till e testemunha ocular do evento, serviu como consultor do projeto até sua morte em 2017. O roteiro de Chukwu é baseado em um rascunho que ela co-escreveu anteriormente com Beauchamp e o produtor Michael Reilly. Em julho de 2021, Danielle Deadwyler e Whoopi Goldberg se juntaram ao elenco. Jalyn Hall foi escalado como Emmett Till naquele agosto. As filmagens começaram em Bartow County, Geórgia, em setembro de 2021. No final do ano, Frankie Faison, Jayme Lawson, Tosin Cole, Kevin Carroll, Sean Patrick Thomas, John Douglas Thompson, Roger Guenveur Smith e Haley Bennett foram confirmados para estrelar. Durante a pós produção, a trilha sonora original fora composta por Abel Korzeniowski.

## Lançamento
Till teve lançamento limitado nos Estados Unidos e Canadá em 14 de outubro de 2022, antes de um amplo lançamento em 28 de outubro de 2022, pela United Artists Releasing sob a marca da Orion Pictures. Fora dos Estados Unidos e Canadá, foi distribuído pela Universal Pictures, incluindo seu lançamento no Reino Unido em 6 de janeiro de 2023. A estreia ocorreu no Festival de Cinema de Nova York em 1º de outubro de 2022 e foi exibido no London Film Festival em 15 de outubro de 2022 e no 31º Festival de Cinema da Filadélfia no mesmo mês. A distribuidora também convidou alunos do ensino médio para exibições especiais do filme no Alice Tully Hall em Nova York; exibições do filme e questionários com os cineastas foram simultaneamente compartilhados online. No Brasil, a estreia foi agendada para 9 de fevereiro de 2023. Seu lançamento para para plataformas VOD ocorreu em 22 de novembro de 2022, seguido por um lançamento em Blu-ray e DVD marcado para 17 de janeiro de 2023.

## Recepção

### Bilheteria
Nos Estados Unidos e Canadá, o filme arrecadou US$242.269 em 16 cinemas no fim de semana de estreia. Ele manteve esse recorde como a abertura de lançamento de plataforma mais alta do ano até The Whale, dois meses depois. Em seu segundo fim de semana, o filme arrecadou US$363.541 em 104 cinemas. Expandindo para 2.058 cinemas em seu terceiro fim de semana, o filme arrecadou US$1,03 milhão no primeiro dia e arrecadou US$2,7 milhões no fim de semana, terminando em sexto. Em seu segundo grande lançamento, o filme arrecadou US$1,88 milhão (marcando uma queda de 32%).

### Resposta da Crítica
No site agregador de críticas, Rotten Tomatoes, 98% das 145 críticas dos críticos são positivas, com uma classificação média de 8/10. O consenso do site diz: "Till reformula um assassinato historicamente horrível dentro da dor de uma mãe, trazido à vida de forma dolorosa pela tremenda performance de Danielle Deadwyler." Metacritic, que usa uma média ponderada, atribuiu ao filme uma pontuação de 79 em 100, com base em 43 críticos, indicando "críticas geralmente favoráveis". O público consultado pelo CinemaScore deu ao filme uma rara nota média de "A+", e os do PostTrak deram ao filme uma pontuação geral positiva de 91%, com 87% dizendo que definitivamente o recomendariam.

### Prêmios e Indicações
| Prêmios                                       | Data da Cerimônia       | Categoria                                       | Indicados                                                                            | Resultado | Ref.   |
| --------------------------------------------- | ----------------------- | ----------------------------------------------- | ------------------------------------------------------------------------------------ | --------- | ------ |
| Hollywood Music in Media Awards               | 16 de Novembro de 2022  | Melhor Trilha Sonora Original em Longa-Metragem | Abel Korzeniowski                                                                    | Indicado  | [ 38 ] |
| Hollywood Music in Media Awards               | 16 de Novembro de 2022  | Melhor Canção Original em Longa-Metragem        | Jasmine Sullivan and D'Mile ("Stand Up")                                             | Indicado  | [ 38 ] |
| Gotham Independent Film Awards                | 28 de Novembro de 2022  | Excelente Desempenho Protagonista               | Danielle Deadwyler                                                                   | Venceu    | [ 39 ] |
| National Board of Review                      | 8 de Dezembro de 2022   | Top10 Filmes                                    | Till                                                                                 | Venceu    | [ 40 ] |
| National Board of Review                      | 8 de Dezembro de 2022   | Melhor Desempenho Revelação                     | Danielle Deadwyler                                                                   | Venceu    | [ 40 ] |
| Los Angeles Film Critics Association          | 11 de Dezembro de 2022  | Melhor Performance Protagonista                 | Danielle Deadwyler                                                                   | 2º lugar  | [ 41 ] |
| Washington D.C. Area Film Critics Association | 12 de Dezembro de 2022  | Melhor Atriz                                    | Danielle Deadwyler                                                                   | Indicado  | [ 42 ] |
| Washington D.C. Area Film Critics Association | 12 de Dezembro de 2022  | Melhor Performance Jovem                        | Jalyn Hall                                                                           | Indicado  | [ 42 ] |
| Chicago Film Critics Association              | 14 de Dezembro de 2022  | Performance mais promissora                     | Danielle Deadwyler                                                                   | Indicado  | [ 43 ] |
| St. Louis Gateway Film Critics Association    | 18 de Dezembro de 2022  | Melhor Atriz                                    | Danielle Deadwyler                                                                   | Indicado  | [ 44 ] |
| Dallas–Fort Worth Film Critics Association    | 19 de Dezembro de 2022  | Melhor Atriz                                    | Danielle Deadwyler                                                                   | Indicado  | [ 45 ] |
| Florida Film Critics Circle                   | 22 de Dezembro de 2022  | Melhor Atriz                                    | Danielle Deadwyler                                                                   | 4º lugar  | [ 46 ] |
| Austin Film Critics Association               | 10 de Janeiro de 2023   | Melhor Atriz                                    | Danielle Deadwyler                                                                   | Pendente  | [ 47 ] |
| Critics' Choice Awards                        | 15 de Janeiro de 2023   | Melhor Atriz                                    | Danielle Deadwyler                                                                   | Pendente  | [ 48 ] |
| Critics' Choice Awards                        | 15 de Janeiro de 2023   | Melhor Artista Jovem                            | Jalyn Hall                                                                           | Pendente  | [ 48 ] |
| Black Reel Awards                             | 6 de Fevereiro de 2023  | Melhor Filme                                    | Keith Beauchamp, Barbara Broccoli, Whoopi Goldberg, Michael Reilly and Thomas Levine | Pendente  | [ 49 ] |
| Black Reel Awards                             | 6 de Fevereiro de 2023  | Melhor Diretora                                 | Chinonye Chukwu                                                                      | Pendente  | [ 49 ] |
| Black Reel Awards                             | 6 de Fevereiro de 2023  | Melhor Atriz                                    | Danielle Deadwyler                                                                   | Pendente  | [ 49 ] |
| Black Reel Awards                             | 6 de Fevereiro de 2023  | Excelente Desempenho Revelação, Masculino       | Jalyn Hall                                                                           | Pendente  | [ 49 ] |
| Black Reel Awards                             | 6 de Fevereiro de 2023  | Melhor Roteiro                                  | Keith Beauchamp, Michael Reilly, Chinonye Chukwu                                     | Pendente  | [ 49 ] |
| Black Reel Awards                             | 6 de Fevereiro de 2023  | Melhor Canção Originak                          | "Stand Up"                                                                           | Pendente  | [ 49 ] |
| Black Reel Awards                             | 6 de Fevereiro de 2023  | Melhor Cinematografia                           | Bobby Bukowski                                                                       | Pendente  | [ 49 ] |
| Black Reel Awards                             | 6 de Fevereiro de 2023  | Melhor Figurino                                 | Marci Rodgers                                                                        | Pendente  | [ 49 ] |
| Black Reel Awards                             | 6 de Fevereiro de 2023  | Melhor Elenco                                   | Till                                                                                 | Pendente  | [ 49 ] |
| Black Reel Awards                             | 6 de Fevereiro de 2023  | Melhor Trilha Sonora                            | Till                                                                                 | Pendente  | [ 49 ] |
| Black Reel Awards                             | 6 de Fevereiro de 2023  | Melhor Direção de Arte                          | Curtis Beech                                                                         | Pendente  | [ 49 ] |
| Satellite Awards                              | 11 de Fevereiro de 2023 | Melhor Filme - Drama                            | Till                                                                                 | Pendente  | [ 50 ] |
| Satellite Awards                              | 11 de Fevereiro de 2023 | Melhor Atriz em Filme - Drama                   | Danielle Deadwyler                                                                   | Pendente  | [ 50 ] |
| Hollywood Critics Association Awards          | 24 de Janeiro de 2023   | Melhor Atriz                                    | Danielle Deadwyler                                                                   | Pendente  | [ 51 ] |
| Alliance of Women Film Journalists            | TBD                     | Melhor Atriz                                    | Danielle Deadwyler                                                                   | Pendente  | [ 52 ] |
| Alliance of Women Film Journalists            | TBD                     | Desempenho mais ousado                          | Danielle Deadwyler                                                                   | Pendente  | [ 52 ] |
| British Academy of Film and Television Arts   | 19 de Fevereiro de 2023 | Melhor Atriz                                    | Danielle Deadwyler                                                                   | Indicado  | [ 53 ] |

- ↑1  — Compartilhado com Gabriel LaBelle por The Fabelmans.